# فریبورگ (مین)
فریبورگ(به انگلیسی: Fryeburg) شهری در ایالت مین کشور ایالات متحده آمریکا است که جمعیت آن در سرشماری سال ۲۰۱۰ میلادی، ۱٬۶۳۱ نفر بوده‌است.